# نظریه قهرمانانه اختراع‌ها و پیشرفت‌های علمی
نظریهٔ قهرمانانهٔ اختراع‌ها و پیشرفت‌هایِ علمی فرضیه‌ای است که می‌گوید شخصیت‌هایِ اصلیِ اختراع‌ها یا کشف‌هایِ علمی، قهرمان‌هایی یکتا هستند، نابغه‌ها و ابر-دانشمندانی که به موفقیتی عظیم در آن حوزه دست یافته‌اند. نظریهٔ رقیب، نظریهٔ کشف چندگانه است که می‌گوید بیشترِ کشف‌ها و اختراع‌ها، به صورتِ همزمان توسطِ چند شخصِ مختلف و مستقل کشف شده‌اند.